# G.I.ジョー・エクストリーム
『G.I.ジョー・エクストリーム』（G.I. Joe Extreme）はG.I.ジョー（G.I. Joe）を基にサンボウ・エンターテインメントが製作したテレビアニメ。

## ストーリー
世界は世界征服を企むアイアンクロー率いる秘密結社スカーによるテロにさらされていた。そこでアメリカ政府はスカーに対抗する特殊部隊としてコードネーム、G.I.ジョーの編成をインターアライアンスに命じた。クランシーは軍から選りすぐりのメンバーを選出する。
G.I.ジョー・エクストリームは第1と第2シリーズがあり、第1シリーズは実写シーンのオープニングから始まり、本編ストーリーでは最後にG.I.ジョーの戦士の1人が子供たちにマナーやルール、アドバイスや勇気、危険さを教えるシーンがある。

## 登場人物

### G.I.ジョー
ストーン中尉
声 - ゲイリー・チョーク/日本語版 - 楠大典
サベイジ軍曹
声 - マイケル・ドノヴァン
バリスティック/イーグルアイ
声 - ブライアン・ドラモンド
フレイト
声 - /日本語版 - 谷昌樹
メイデー
メタルヘッド
声 - マット・ヒル
ブラックドラゴン
ハープーン
クイック・ストライク
声 - ブル・マンクマ
レッド・マクノックス
声 - /日本語版 - 水内清光
トラッカー
ジョン・クランシー
ショート・フューズ
トール・サリー

### スカー
ダッチェス・オブ・マクラヴィア
スティールレイブン
インフェルノ
声 - イアン・ジェームズ・コーレット
ラムページ
声 - コリン・マードック
レッケージ
声 - /日本語版 - 谷昌樹
アイアンクロー
声 - リチャード・ニューマン

### その他
サイレンサー
レッド・スクリーム